# Троглав (врх)
Троглав, највиши врх (1.913 m) Динаре налази се на северозападном делу града Ливно. Такође назив ливањског фудбалског и кошаркашког клуба.
Троглав је место на којем се може наћи веома ретка и заштићена биљка рунолист (Leontopodium alpinum).